# Вілюс Шапока
Вілюс Шапока (лит. Vilius Šapoka) — литовський політик, колишній Міністр фінансів Литви та губернатор Європейського інвестиційного банку Литовської Республіки.
Шапока почав свою професійну кар'єру в Литовському ощадному банку у 1999 році. З 2006 по 2012 рік працював у Комісії з цінних паперів Литви, спочатку уповноваженим, потім заступником голови та, нарешті, головою. Шапока працював у Міністерстві фінансів Литви з 2002 по 2006 рік у відділі ринкової політики.
З 2012 по 2016 рік Шапока був директором відділу фінансових послуг та ринків у Банку Литви.
Шапока працював міністром фінансів Литовської Республіки з 13 грудня 2016 до 7 грудня 2020.
Станом на червень 2023 Шапока є партнером з питань стратегічного управління у консалтинговій компанії Insynergy4.